# Tollef Tollefsen
Tollef K. Tollefsen, norveški veslač, * 2. junij 1885, † 28. marec 1963.
Tollefsen je za Norveško nastopil v osmercu na Poletnih olimpijskih igrah 1920 v Antwerpnu in s tem čolnom osvojil bronasto medaljo.